# Samsung Galaxy Z Flip
El Samsung Galaxy Z Flip és un telèfon intel·ligent plegable basat en Android desenvolupat per Samsung Electronics com a part de la sèrie Samsung Galaxy Z. La seva existència va ser revelada per primer durant un anunci publicitari dels Premis Oscar de 2019. Presentat al costat del Galaxy S20 l'11 de febrer de 2020, es va llançar el 14 de febrer de 2020. A diferència del Galaxy Fold, el dispositiu es plega horitzontalment i utilitza un vidre híbrid amb un recobriment anomenat "Infinity Flex Display".

## Especificacions

### Disseny
El Galaxy Z Flip està construït amb un marc d'alumini i "vidre ultra prim" de 30 micres de gruix amb una capa de plàstic similar al Galaxy Fold, fabricat per Samsung amb materials de Schott AG, que es "produeix mitjançant un procés d'intensificació per millorar la seva flexibilitat i durabilitat", i s'injecta un "material especial fins a una profunditat no revelada per aconseguir una duresa consistent"; els convencionals Gorilla Glass s'utilitzen per als panells posteriors. El Z Flip és el primer telèfon intel·ligent plegable que utilitza una pantalla de vidre, mentre que els telèfons plegables anteriors com el Motorola Razr i el Galaxy Fold han utilitzat pantalles de plàstic. Si s'utilitza una pantalla de vidre, s'obté una pantalla més duradora i es reduirà el plec de la pantalla al punt de plegament. El mecanisme de frontissa està reforçat amb fibres de niló dissenyades per evitar el pols; Samsung va classificar el mecanisme de plegament com a compatible amb fins a 200.000 usos. El dispositiu ve en 3 colors per a la versió LTE (porpra mirall, negre mirall i daurat mirall) i 2 colors per a la versió 5G (bronze místic i gris místic); la disponibilitat del color pot variar en funció del país o de l'operador. El Z Flip també està disponible en un model d'edició limitada Thom Browne, amb una franja vermella, blanca i blava sobre una base gris. La versió 5G també es va fer en un color d'edició limitada anomenat "blanc místic" i "vermell místic".

### Maquinari
El dispositiu utilitza un disseny de closca per amagar una pantalla dinàmica AMOLED de 6,7" 21:9 que admet HDR10+. La pantalla té un retall circular a la part superior de la pantalla per a la càmera frontal. L'exterior presenta una petita pantalla externa d'1,1 polzades al costat del mòdul de la càmera, que pot mostrar l'hora, la data i l'estat de la bateria, interactuar amb les notificacions, respondre trucades telefòniques i actuar com a visor. S'utilitzen el SoC Qualcomm Snapdragon 855+ i la GPU Adreno 640, amb 8 GB de RAM LPDDR4X i 256 GB d'emmagatzematge UFS 3.0 no ampliable. Utilitza dues bateries amb una capacitat total de 3300 mAh i es poden recarregar per USB-C fins a 15 W per cable o sense fils mitjançant l'estàndard Qi. El botó d'engegada està incrustat al marc i també funciona com a sensor d'empremta digital, amb el balancí de volum situat a sobre. Una configuració de doble càmera a la part posterior té un sensor primari de 12 MP i un sensor ultraampla de 12 MP. La càmera frontal té un sensor de 10 MP.

### Programari
El Z Flip porta de fàbrica la versió d'Android 10 i Samsung One UI 2. La funció de Pantalla dividida, anomenada "mode Flex" s'admet amb algunes aplicacions com YouTube i Google Duo.

## Recepció
El Z Flip es va reunir amb crítiques positives i mixtes al llançament. Va ser elogiat pel seu maquinari insígnia, factor de forma, programari/interfície d'usuari, pantalla i càmera, però va ser criticat pel preu, la mida de la pantalla de la coberta i la fragilitat general percebuda. Sascha Segan de PC Magazine va donar al Z Flip un 3/5, afirmant que "el Samsung Galaxy Z Flip és el primer telèfon plegable que funciona realment, però no deixa de ser un objecte de moda costós i potencialment fràgil que un èxit principal ".
Jessica Dolcourt de CNET va donar a la Z Flip un 7,9/10, anomenant-lo "un dispositiu cohesionat que és fàcil de recollir i utilitzar immediatament". Dolcourt va anomenar el mode Flex "la característica més única, interessant i eficaç amb diferència", tot i que va assenyalar que la durada de la bateria era només mitjana i que la majoria de multimèdia eren incompatibles amb la relació d'aspecte del dispositiu, cosa que va donar lloc al fènomen pillarbox. Chris Velazco de  Engadget  li va donar un 78, elogiant el factor de forma, el rendiment i les càmeres alhora que criticava la visualització de la portada i la fragilitat general.
Dieter Bohn de The Verge va donar al Z Flip un 6/10, concloent que "igual que amb els telèfons plegables anteriors, és més aviat un experiment car que un producte real compra". Bohn va elogiar el rendiment i el disseny de la frontissa, però va criticar el preu i les càmeres, assenyalant que la coberta de plàstic de la pantalla encara era susceptible a les ratllades. Samuel Gibbs, de The Guardian, va elogiar la durabilitat del telèfon i va informar que "la pantalla té un aspecte i funciona tan excel·lent avui com ha sortit de la caixa" tot i estar desplegada diverses desenes de vegades cada dia durant quatre mesos.
iFixit va donar al dispositiu una puntuació de reparabilitat de 2/10.

## Galeria d'imatges

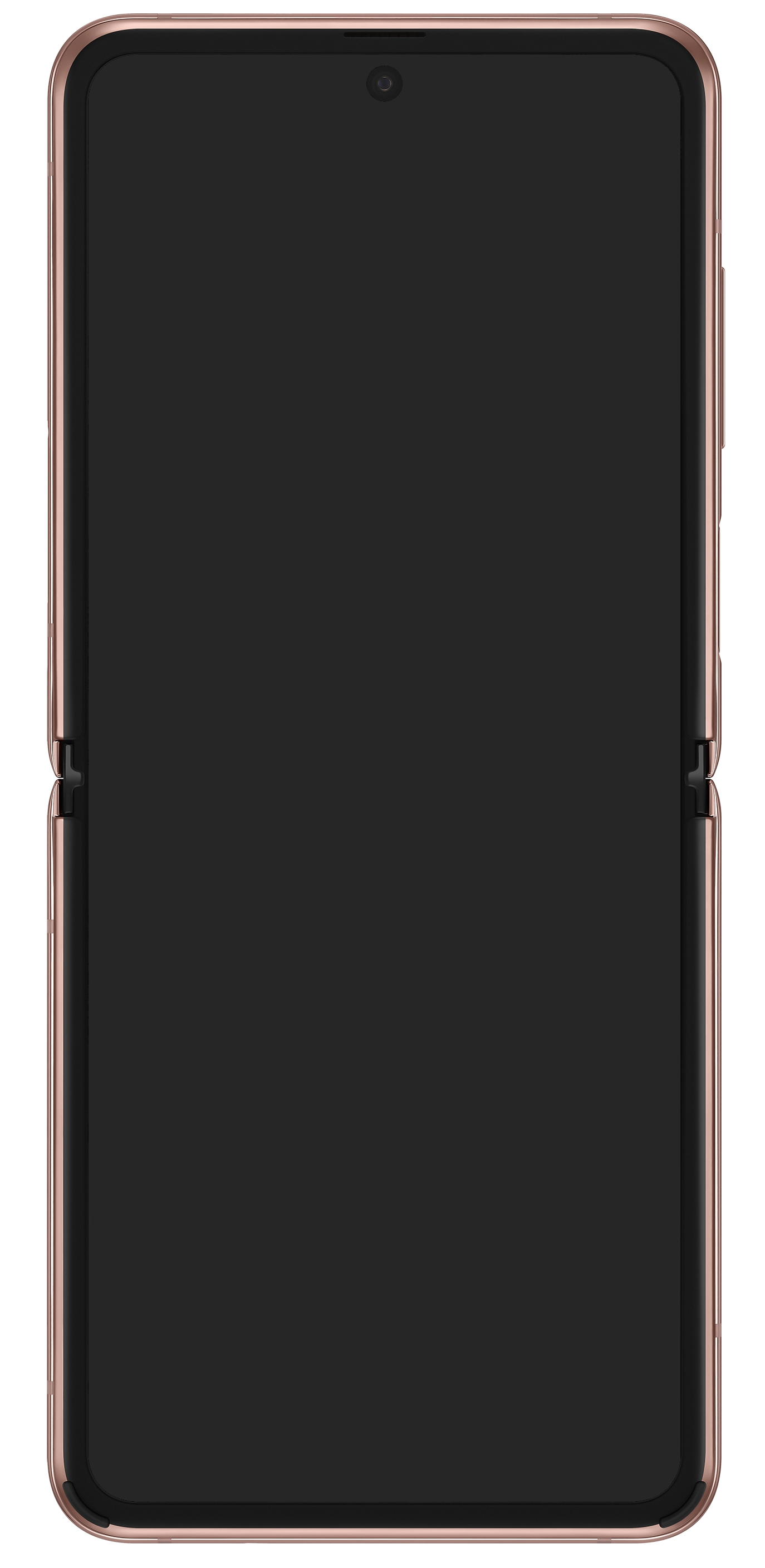
Galaxy Z Flip desplegat
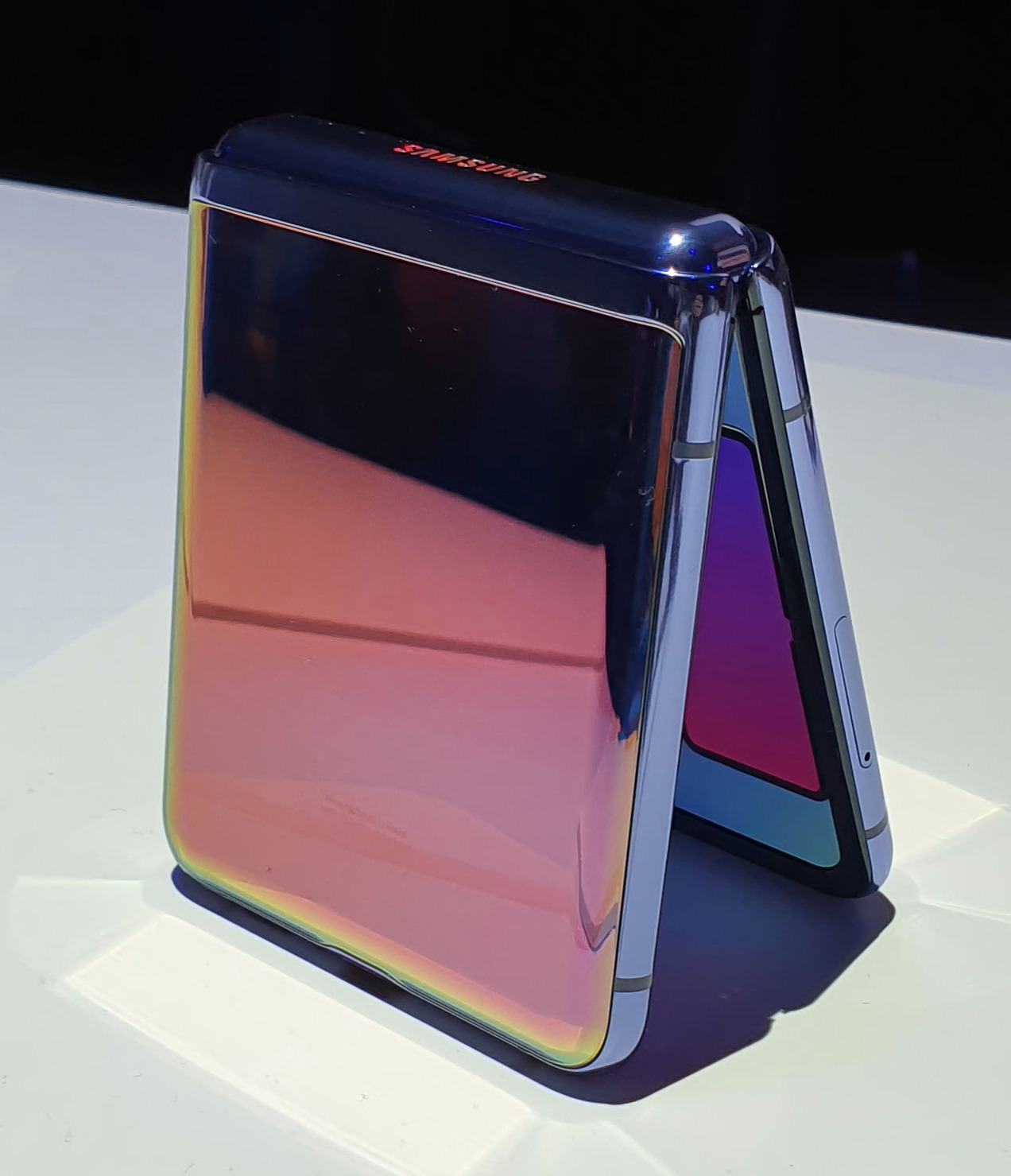
Galaxy Z Flip quan es plega
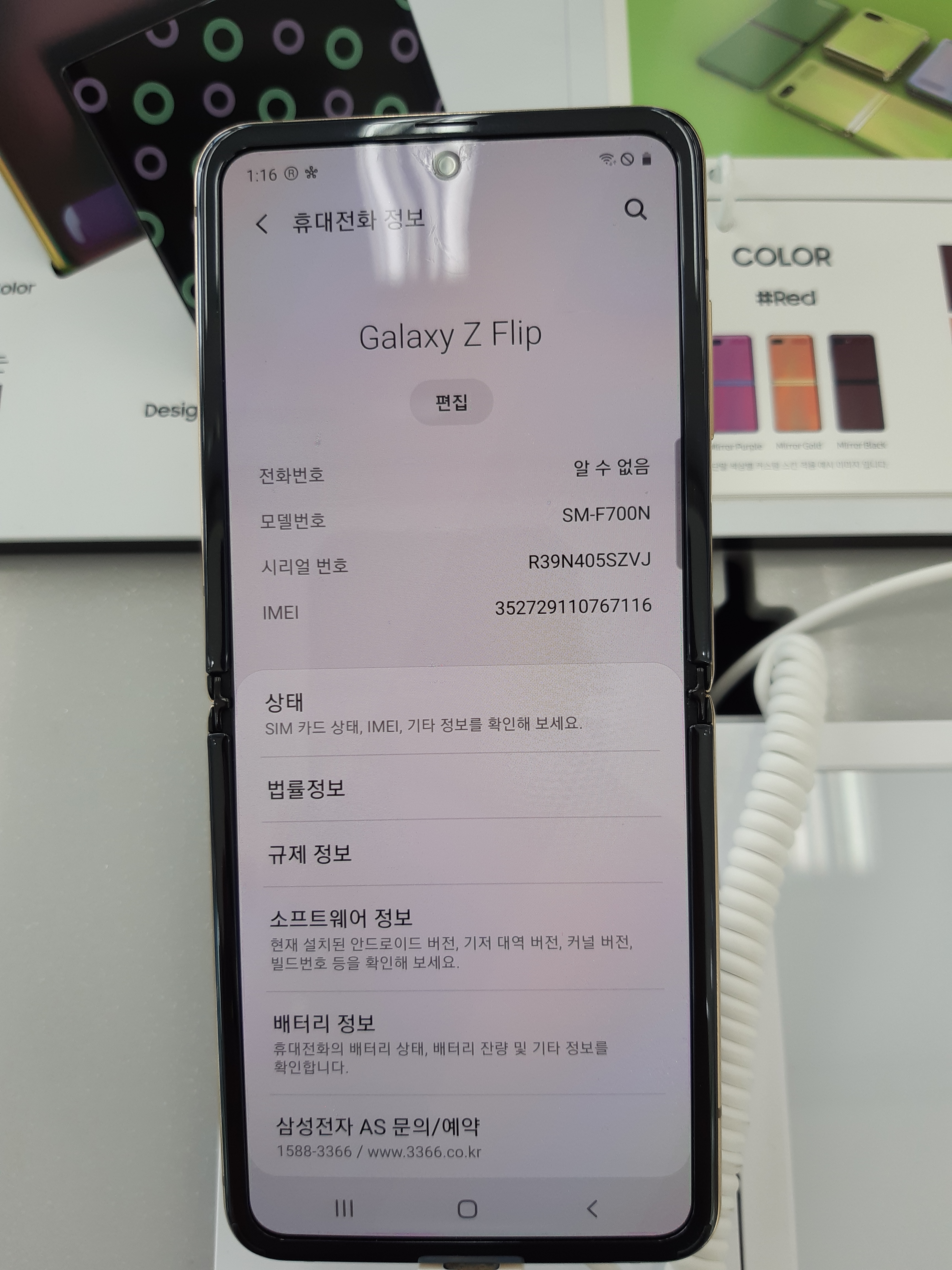
Galaxy Z Flip quan s'obre